# FC Encamp
Az FC Encamp andorrai labdarúgócsapat, székhelye Encampban található. A 2013–14-es szezonban az andorrai élvonalban szerepel.
Az FC Encamp csapata nyerte meg az első alkalommal kiírt andorrai labdarúgó-bajnokságot, amit 2002-ben újabb bajnoki címmel egészített ki.

## Sikerei
- Andorrai labdarúgó-bajnokság (Primera Divisió)
  - Bajnok (2 alkalommal): 1996, 2002
  - Ezüstérmes (1 alkalommal): 2003
  - Bronzérmes (3 alkalommal): 1996, 1997, 1998

- Andorrai kupa (Copa Constitució)
  - Ezüstérmes (1 alkalommal): 2000

## Eredményei

### Bajnoki múlt
Az FC Encamp helyezései az andorrai labdarúgó-bajnokság élvonalában.
| Idény   | Helyezés |
| ------- | -------- |
| 1995–96 | bajnok   |
| 1996–97 | 3. hely  |
| 1997–98 | 3. hely  |
| 1998–99 | 3. hely  |
| 1999–00 | 4. hely  |

| Idény   | Helyezés |
| ------- | -------- |
| 2000–01 | 7. hely  |
| 2001–02 | bajnok   |
| 2002–03 | 2. hely  |
| 2003–04 | 4. hely  |
| 2004–05 | 8. hely  |

| Idény   | Helyezés |
| ------- | -------- |
| 2006–07 | 7. hely  |
| 2009–10 | 7. hely  |
| 2010–11 | 7. hely  |

### Nemzetközi

#### Összesítve
| Kupa           | M | GY | D | V | LG–KG |
| -------------- | - | -- | - | - | ----- |
| UEFA-kupa      | 2 | 0  | 0 | 2 | 0–13  |
| Intertotó-kupa | 2 | 0  | 0 | 2 | 1–7   |
| Összesen       | 4 | 0  | 0 | 4 | 1–20  |

#### Szezonális bontásban
| Idény     | Kupa           | Forduló      | Klub      | 1. mérk. | 2. mérk. | Össz. |
| --------- | -------------- | ------------ | --------- | -------- | -------- | ----- |
| 2002–2003 | UEFA-kupa      | Selejtezőkör | Zenyit    | 0–5      | 0–8      | 0–13  |
| 2003      | Intertotó-kupa | 1. forduló   | Lierse SK | 0–3      | 1–4      | 1–7   |

Megjegyzés: Az eredmények minden esetben a FC Encamp szempontjából értendők, a dőlten írt mérkőzéseket hazai pályán játszotta.